# 藏落芒草
藏落芒草（学名：Oryzopsis tibetica）为禾本科落芒草属下的一个种。

## 扩展阅读
- 維基物種上的相關：藏落芒草